# Aeroportul Petersburg James A. Johnson
Aeroportul Petersburg James A. Johnson (IATA: PSG, ICAO: PAPG, FAA LID: PSG) este un aeroport din Alaska, Statele Unite ale Americii ce deservește zona Petersburg⁠(d). Aeroportul a fost tranzitat în 2019 de 46.958 de pasageri. A fost numit după zona deservită.
Situat la o altitudine de 34 m, aeroportul dispune de 1 pistă. Este operat de Alaska Department of Transportation & Public Facilities⁠(d).

## Infrastructură

### Piste
Aeroportul dispune de o singură pistă. Pista 05/23 are suprafața de asfalt și dimensiunile 6.400 picioare × 150 picioare. 